# Papillaria martinicensis
Papillaria martinicensis là một loài Rêu trong họ Meteoriaceae. Loài này được Broth. miêu tả khoa học đầu tiên năm 1903.